# Julija Konstantinowna Antipowa
Julija Konstantinowna Antipowa (russisch Юлия Константиновна Антипова; * 14. Juli 1966 in Leningrad) ist eine ehemalige sowjetische Rennrodlerin.
Ihren größten Erfolg konnte Antipowa in der Saison 1989/90 mit dem Gewinn des Gesamtweltcup feiern. Im selben Jahr gewann sie bei den Weltmeisterschaften im kanadischen Calgary die Silbermedaille der Dameneinsitzer und die Bronzemedaille im Team, die sie auch schon im Jahr zuvor erringen konnte.

## Erfolge

### Weltcupsiege
Einzel
| Nr. | Datum         | Ort            | Bahn                                  |
| --- | ------------- | -------------- | ------------------------------------- |
| 1.  | 13. Dez. 1987 | Sarajevo       | Trebevic – Bob- und Rennschlittenbahn |
| 2.  | 20. Dez. 1987 | Innsbruck-Igls | Olympia Eiskanal Igls                 |
| 3.  | 18. Dez. 1988 | Innsbruck-Igls | Kunsteisbahn Bob-Rodel Igls           |
| 4.  | 23. Dez. 1989 | Sigulda        | Rennrodel- und Bobbahn Sigulda        |